# Губчасте тіло статевого члена
Губчасте тіло — маса губчастої (еректильної) тканини, що оточує сечівник чоловіка всередині статевого члена. У старих текстах його також називають печеристим тілом уретри (англ. corpus cavernosum urethrae).

## Будова
Проксимальна частина губчастого тіла розширена, утворюючи уретральну цибулину, і лежить навпроти нижньої фасції урогенітальної діафрагми, з якої вона отримує фіброзне вкладення.
Сичівник входить в цибулину ближче до верхньої, ніж до нижньої поверхні. На останній є серединна борозна (жолобок), від якої починається тонка фіброзна перегородка (стінка) у речовині цибулини і яка нерівно ділить її на дві бічні (латеральні) частки або півкулі.
Частина губчастого тіла, що знаходиться перед цибулиною лежить у борозні на нижній поверхні з’єднаних печеристих тіл статевого члена. Вона має циліндричну форму і трохи звужується ззаду наперед. Її передній кінець розширений у вигляді тупого конуса, сплощеного зверху донизу. Це розширення, яке називається головкою статевого члена, формується на заокруглених кінцях печеристого тіла статевого члена, простягаючись далі більше на їхній верхній поверхні, ніж на нижній.
На вершині головки знаходиться щілиноподібний вертикальний отвір, відомий як зовнішній отвір або зовнішнє вічко сечівника.
Окружність основи головки утворює округлий виступаючий бортик, вінець головки статевого члена, що нависає над глибокою ретрогландулярною борозною, позаду якої знаходиться шийка статевого члена.

## Функція
Функція губчастого тіла під час ерекції полягає в тому, щоб запобігти перекриванню сечівника, таким чином зберігаючи його прохідність під час еякуляції. З цією метою губчасте тіло залишається гнучким під час ерекції, тоді як печеристі тіла статевого члена наповнюються кров’ю.

## Додаткові зображення

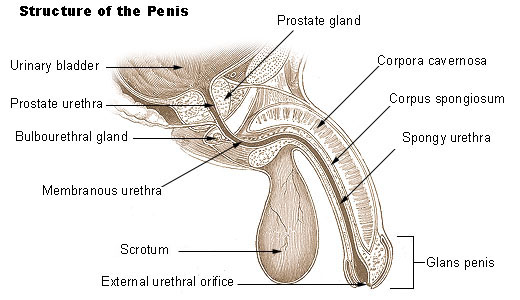
Будова статевого члена
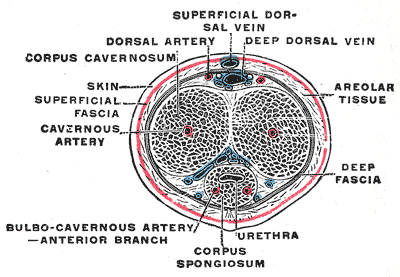
Статевий член у поперечному розрізі, на якому видно кровоносні судини.
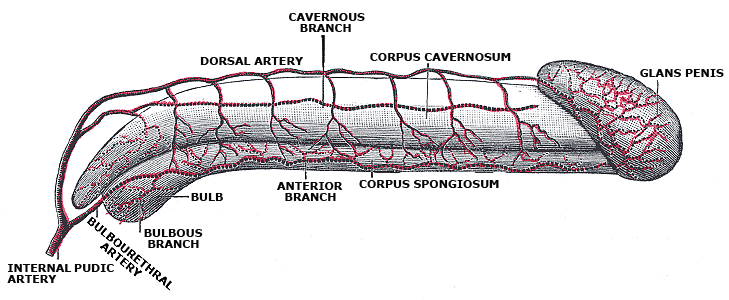
Схема артерій статевого члена .
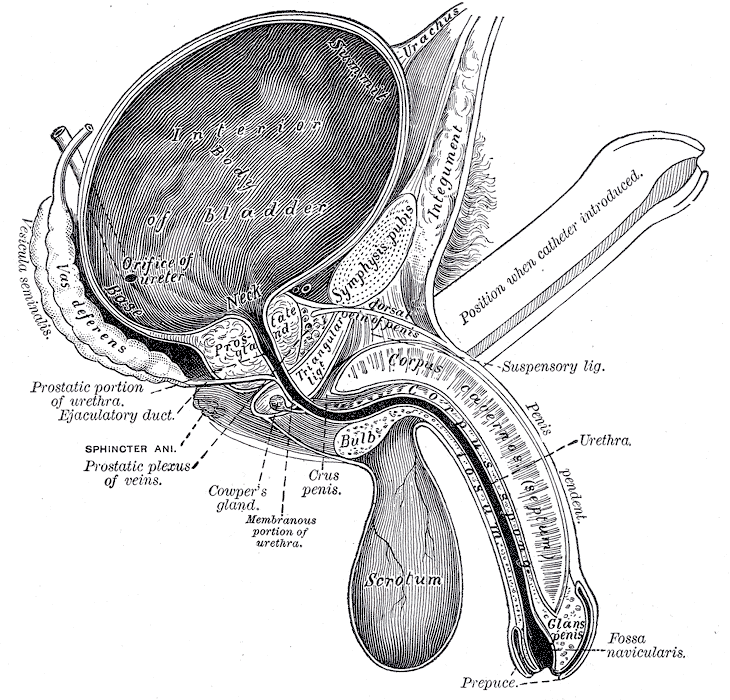
Вертикальний розріз сечового міхура, сечівника та статевого члена
Поперечний переріз статевого члена.
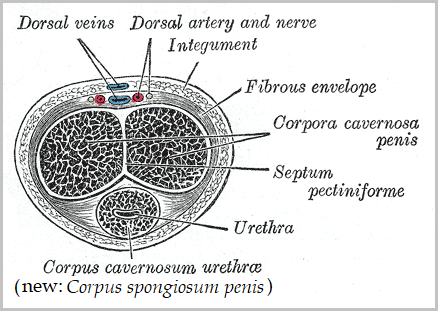
Поперечний переріз статевого члена.
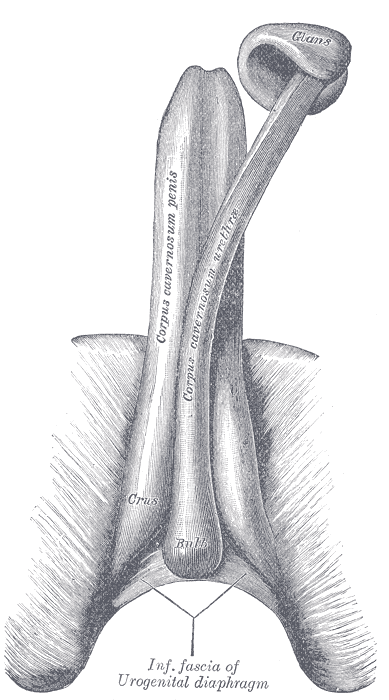
Кавернозні циліндри, що складають статевий член.
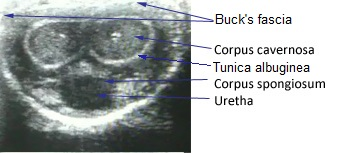
Медичне УЗД нормального статевого члена.
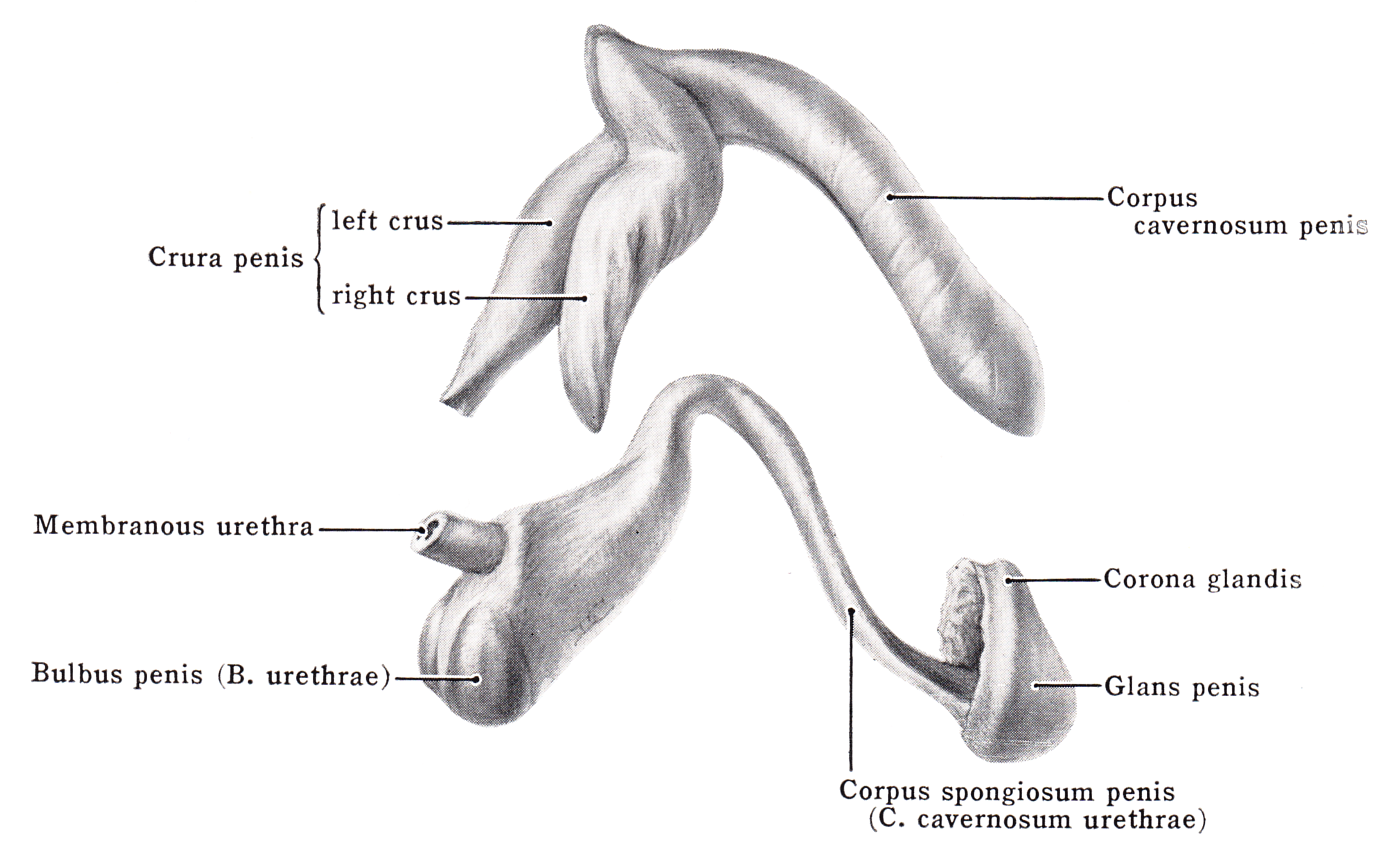
Розтин статевого члена.